# Benzylazide
Benzylazide is een organisch azide met als brutoformule C7H7N3. De stof wordt meestal verhandeld als een oplossing in dichloormethaan.

## Synthese
Benzylazide kan bereid worden door benzylbromide te laten reageren met natriumazide in een nucleofiele substitutiereactie die onder microgolf-bestraling verloopt:
{\displaystyle \mathrm {C_{6}H_{5}CH_{2}Br\ +\ NaN_{3}\ \longrightarrow \ C_{6}H_{5}CH_{2}N_{3}\ +\ NaBr} }
Een andere mogelijkheid is de diazotransfer vanuit een ander azide naar benzylamine: benzylazide wordt hierbij gevormd door de reactie van benzylamine met imidazool-1-sulfonylazidehydrochloride in een microreactor.

## Toepassingen
Benzylazide kan met een terminaal alkyn een Huisgen-1,3-dipolaire cycloadditie aangaan waarin een triazoolverbinding ontstaat:
Dergelijke cycloaddities kunnen ook plaatsgrijpen met andere verbindingen zoals alkenen. Deze koper(I)-gekatalyseerde cycloadditie van een azide met een alkyn is een voorbeeld van een klikreactie: ze gaat snel op, heeft een hoge opbrengst met nauwelijks nevenproducten, en kan doorgevoerd worden in waterige oplossing. Een toepassing hiervan is de reactie van benzylazide met fenylacetyleen.